# Гвадо Туфо (Рим)
Гвадо Туфо је насеље у Италији у округу Рим, региону Лацио.
Према процени из 2011. у насељу је живело 121 становника. Насеље се налази на надморској висини од 173 м.